# District d'Andramasina
Andramasina est un district de Madagascar, situé dans la partie est de la province d'Antananarivo, dans la région d'Analamanga.
Le district est constitué de onze communes (Kaominina) rurales et urbaines sur une superficie de 1 370 km2 pour une population de 161 197 habitants.